# 51824 Mikeanderson
51824 Mikeanderson è un asteroide della fascia principale. Scoperto nel 2001, presenta un'orbita caratterizzata da un semiasse maggiore pari a 3,0034063 au e da un'eccentricità di 0,1126151, inclinata di 9,77484° rispetto all'eclittica.
L'asteroide è dedicato all'astronauta statunitense Michael Anderson, responsabile del carico della missione STS-107 tragicamente conclusasi con il disastro dello Space Shuttle Columbia. Agli altri menmbri dell'equipaggio sono stati dedicati gli asteroidi 51823 Rickhusband, 51825 Davidbrown, 51826 Kalpanachawla, 51827 Laurelclark, 51828 Ilanramon e 51829 Williemccool.